# Етел Аднан
Етел Аднан е ливанско-американска феминистка писателка, поетеса, есеистка и художничка.

## Отличия
През 2003 г. Аднан е обявена за „може би най-известния и завършен арабско-американски автор, пишещ днес“ от академичното списание MELUS: Мултиетническата литература на Съединените щати.

## Произведения
Освен върху литературните си произведения Аднан работи върху визуални произведения в различни медии като маслени картини, филми и гоблени, които са били излагани в галерии по целия свят.

## Личен живот
Живяла е в Париж и Саусалито, Калифорния.
Аднан открито се определя като лесбийка.
Етел Аднан умира в Париж на 14 ноември 2021 г. на 96 години.